# Susquehanna Trails
Susquehanna Trails è un census-designated place (CDP) degli Stati Uniti d'America situato nello stato della Pennsylvania, nella contea di York.